# Приче кише и месеца (филм)
Приче кише и месеца (јап. 雨月物語) је јапански историјски фантастично-драмски филм из 1953. године, режисера Кенџија Мизогучија, у коме главне улоге тумаче Мачико Кјо, Мицуко Мито, Кинујо Танака, Масајуки Мори и Еитаро Озава. Заснован је на две приче из истоимене књиге коју је написао Уеда Акинари, комбинујући елементе јапанске историјске драме са жанром приче о духовима.
Радња филма смештена је током Азучи-Момојама периода (1568–1600) у Јапану разореним грађанским ратом. У малој сеоској заједници, грнчар оставља жену и малог сина да би зарадио новац продајом грнчарије и на крају бива заведен духом који га тера да заборави своју породицу. Подзаплет, инспирисан приповетком „Како је добио Легију части” Гија де Мопасана, укључује његовог пријатеља, који сања да постане самурај и јури за овим циљем, такође напуштајући супругу.
Филм је освојио награду Сребрни лав на Филмском фестивалу у Венецији 1953. и друге награде. Један је од најславнијих Мизогучијевих филмова, који критичари сматрају ремек-делом јапанске кинематографије, заслужан за истовремено популаризацију јапанске кинематографије на западу и утицај на касније јапанске филмове.

## Радња
У пољопривредном селу Наканого, на обали језера Бива у провинцији Оми током Сенгоку периода, Генџуро, грнчар, носи своју робу у оближњи Омизо. Са њим полази и његов пријатељ Тобеи, који сања да постане самурај. Поштовани мудрац говори Генџуроовој жени Мијаги да га упозори на тражење зараде у временима преокрета и да се припреми за напад на село. Генџуро се враћа са зарадом, а кад га Мијаги замоли да престане, овај ипак ради да заврши своју грнчарију. Те ноћи, војска Шибате Кацујеа продире кроз Наканого, истерујући Генџура, Тобеија и њихове супруге; Генџуро одлучује да однесе своју грнчарију на друго тржиште. Док њих четворо путује преко језера Бива, из густе магле се појављује чамац. Једини путник на чамцу им каже да су га напали гусари, упозорава их и умире. Мушкарци одлучују да врате своје жене на обалу, али Тобеијева жена Охама одбија да оде. Мијаги моли Генџура да је не напушта, али је остављена на обали са њиховим малим сином Геничијем. На пијаци, Генџуроова грнчарија се добро продаје. Након што узме свој део профита, Тобеи купује самурајски оклоп и ушуња се у самурајски клан. Изгубљена од својих пратилаца, Охама лута изван Нагахаме тражећи Тобеија, где је налазе војници и силују.
Племкиња госпа Вакаса и њена слушкиња посећују Генџура, наручујући неколико комада грнчарије и говорећи му да их однесе на имање Куцуки. Тамо Генџуро сазнаје да су Нобунагини војници напали имање и убили све који су тамо живели, осим Вакасе и њене слушкиње. Такође сазнаје да Вакасин отац прогања имање. Генџуро је заведен госпом Вакасом и она га убеђује да је ожени. У међувремену, Наканого је нападнут. У шуми неколико војника очајнички претреса Мијаги у потрази за храном. Она се бори са њима али је избодена, рушећи се док је њен син држи за леђа.
Тобеи доноси победничком команданту одсечену главу генерала коју је украо, добијајући оклоп, коња и пратњу као награду. Тобеи касније јаше на пијацу на свом новом коњу, жељан да се врати кући и покаже својој жени. Међутим, он посећује јавну кућу и затиче је како тамо ради као проститутка. Тобеи обећава да ће јој вратити част.
Генџуро упознаје свештеника који му говори да се врати својим најмилијима или прихвати смрт. Када Генџуро помене Вакасу, свештеник открива да је она мртва и да се над њом мора извршити Егзорцизам, те позива Генџура у свој дом, осликавајући будистичке симболе на његовом телу. Генџуро се враћа на имање Куцуки. Признаје да је ожењен, да има дете и да жели да се врати кући. Вакаса одбија да га пусти. Она и њена слушкиња признају да су духови, враћени на овај свет да би Вакаса, убијена пре него што је искусила љубав, могла да је доживи. Говоре му да опере симболе. Генџуро посегне за мачем, бежи са имања и онесвести се. Следећег дана га пробуде војници који га оптужују да је украо мач, али он то пориче, рекавши да је са имања Куцуки. Војници му се смеју, говорећи да је имање Куцуки спаљено пре више од месец дана. Генџуро устаје и на месту имања не проналази ништа више од гомиле спаљених дрва. Војници му одузимају новац, али пошто је Шибатина војска спалила затвор, остављају га у рушевинама. Кући се враћа пешке, тражећи жену.
Мијаги, одушевљен што га види, не жели да му дозволи да прича о својој страшној грешци. Генџуро држи свог уснулог сина у наручју и на крају заспи. Следећег јутра, Генџуро се буди када му сеоски поглавар покуца на врата. Изненађен је када види Генџура код куће и каже да се брине о његовом сину. Генџуро позива Мијаги; комшија га пита да ли сања, пошто је Мијаги избодена на смрт. Следећег јутра, након што је Тобеи откупио Охамину част, они се враћају у Наканого. Тобеи размишља о својим грешкама, и обоје одлучују да од сада напорно раде. Генџуро наставља да се брине о Геничију и ради на својој грнчарији. Охама даје Геничију тањир са храном, који он узима и ставља на мајчин гроб.

## Улоге
| Глумац             | Улога           |
| ------------------ | --------------- |
| Мачико Кјо         | госпа Вакаса    |
| Мицуко Мито        | Охама           |
| Кинујо Танака      | Мијаги          |
| Масајуки Мори      | Генџуро         |
| Еитаро Озава       | Тобеи           |
| Ичисабуро Савамура | Геничи          |
| Кикуе Мори         | Укон            |
| Рјосуке Кагава     | сеоски поглавар |

## Продукција

### Развој
Након успеха његовог претходног филма Живот Охару (1952), Мизогучија је његов стари пријатељ Масаичи Нагата понудио да сними филм у студију Daiei Film. Договор је обећао Мизогучију потпуну уметничку контролу и велики буџет. Упркос томе, Мизогучи је на крају био под притиском да направи мање песимистичан крај филма. Мизогучијев сценариста и дугогодишњи сарадник Јошиката Јода рекао је да првобитно Мизогучи није замишљао снимање антиратног филма, већ је желео да ухвати сензације и луцидност Уедине књиге Приче кише и месеца.
Мизогучи је свој филм засновао на две приче из Уедине књиге, „Кућа у густишу” и „Пожуда беле змије”. „Пожуда беле змије” говори о демону који се појављује као принцеза и покушава да заведе мушкарца. То је била основа завере у којој леди Вакаса заводи Генџура. „Кућа у густишу” је филму дала крај, у којем се главни јунак враћа кући након дужег одсуства, само да би тамо нашао дух своје изгубљене жене. Радња филма је смештена у 16. век, иако је радња „Куће у густишу” смештена у 15. век, а „Пожуда беле змије” смештена је у ранији временски оквир. Остале инспирације за сценарио филма укључују приповетку „Како је добио Легију части” Гија де Мопасана. Ова прича је дала основу за Тобеијеву причу. У поменутој приповеци, протагониста добија национални орден Легије части игноришући прељубу своје жене са чланом Легије. Слично, Тобеи постаје самурај док његова жена постаје проститутка.
Упркос почетним намерама, како се филм развијао, Јода је рекао да су антиратне поруке, посебно о томе како рат чини да жене пате, наставиле да се појављују и убрзо постале најистакнутија тема. Док је писао сценарио, Мизогучи је рекао Јоди: „Било да ли рат потиче из владаревих личних мотива, или из неке јавне бриге, како насиље, прерушено у рат, угњетава и мучи становништво и физички и духовно... Желим да ово нагласим као главну тему филма”. Током снимања, Јода је стално преправљао и ревидирао сцене због Мизогучијевог перфекционизма.

### Кастинг
Филм је обележио другу сарадњу Мачико Кјо са Мизогучијем, пошто је она имала малу улогу у Три Данцура (1944). Много чешће је сарађивала са Масајукијем Моријем. Као госпа Вакаса, Мачикин костим је направљен по узору на моду пре Едо периода и њено лице је нашмнкано да изгледа слично маски уобичајеној у Но драмама. Као такве, њене обрве су обликоване употребом поступка познатог као хикимају.
Кинујо Танака, која је глумила Мијаги, сматрала је да је сцена у којој је се она појављује као дух била најстреснија, јер је морала да игра духа и истовремено изгледа као права жена. После проба и снимања, Мизогучи је запалио цигарету Морију, што је указивало на његов редак степен задовољства сценом. Еитаро Озава, који је играо Тобеија, рекао је да су глумци често вежбали сами или са директором фотографије, док је Мизогучи вољно био одсутан током ових припрема.

### Снимање
Мизогучи је рекао свом сниматељу Казуу Мијагави да жели да се филм „одмота беспрекорно као слика на свитку”. Јужна школа кинеског сликарства била је посебно инспирација којој су филмски ствараоци тежили. Филм је хваљен због своје фотографије, као што су почетни снимак и сцена у којој Генџуро и госпа Вакаса имају секс поред потока, а камера прати ток воде уместо да се задржава на двоје љубавника. Мизогучи никада није лично руковао камером и није учествовао у планирању осветљења свог филма. Да би постигао изглед какав су филмски ствараоци желели, Мијагава је држао слабо осветљење и снимао што ближе заласку сунца колико су околности дозвољавале. Многи од снимака су снимљени са дизалица, а Мијагава је 1992. године тврдио да ти снимци чине 70% филма.
Мијагава је такође изјавио да је овај филм био једина прилика у којој му је Мизогучи дао комплименте за његов рад на камери.
Сет који приказује имање Куцуки заснован је на царској вили Кацура у Кјоту. Ови сетови су били украшени реквизитима који су евоцирали на аристократе из феудалног доба, као што су кимоно и оклоп, које је лично изабрао Мизогучи. Сцена у којој протагонисти путују чамцем преко језера Бива заправо је снимљена на базену у студију, уз додатак дима. Помоћници редитеља морали су да гурају чамац кроз хладну воду. Мијагава је ово идентификовао као једну од сцена снимљених са дизалица.

### Музика
Што се тиче музике за филм, Мизогучи се ослањао на композитора Фумија Хајасаку и помоћнике редитеља, и није био укључен у њихов креативни процес. Хајасака је био снажан заговорник коришћења јапанске музике у јапанским филмовима, иако је уградио и неколико елемената западне музике. За овај филм је користио геза музику, уобичајену у Кабуки позоришту. Додатни композитори који нису потписани били су Ичиро Саито и Тамекичи Мочизуки, чија је музика била помешана са Хајасакином, и могла је да пружи тачну музику која је одражавала тај период.
Партитура укључује бубњеве, флауте и појање. Звуци филма укључују и звона која се чују на невероватним местима. Значајно се користе и харфе, ограничене на присуство натприродног.

## Теме
Према речима професорке Марте П. Ночимсон, уобичајено тумачење филма је да је Мизогучи преобликовао Приче кише и месеца како би изразио жаљење због проратног екстремизма који је довео до Другог светског рата, при чему је Мизогучи лично снимио проратни пропагандни филм 47 ронина 1941. године. Ова размишљања о милитаризму, похлепи и ароганцији повезала су са публиком не само у Јапану већ и широм света након рата. Прича Тобеија и Охаме посебно одражава утешне жене, од којих је јапанска царска војска направила проститутке. Мизогучи се борио са студиом да овој причи да несрећнији крај од онога који је приказан у филму, у складу са искуствима правих утешних жена након рата. Тобеијева прича открива да грешка рата може бити и „трагикомедија”.
Према британском критичару Тонију Рејнсу, филмска презентација сујете човека који занемарује своју породицу је критика историјских људи у феудалној јапанској култури. У свом односу са Вакасом, Генџуро је безначајан и заведен је нечим већим, што никада неће моћи да схвати. Међутим, занемаривањем своје породице, Генџуро није успео да схвати да је већ благословен добрим животом, и том приликом га губи.
Као прича о духовима, филм се бави односом између духа и живе особе, који је у супротности са природом и који ће довести до смрти особе. Иако се духови не помињу у почетним деловима филма, јапански писац Казуши Хосака изјавио је да је Мизогучи то нагласио користећи сценографију, што указује на одвојеност од стварног живота. Сцена у којој протагонисти прелазе језеро Бива је пример, с обзиром на магле које одвраћају филм од жанра историјске драме. Професор Робин Вуд тврди да филмски приказ главног лика духа еволуира од пуког демона из „Пожуде беле змије” у хуманију и трагичнију госпу Вакасу, и то чини причу сложенијом. Вуд даље сматра комбинацију приче са „Кућом у густишу”, комбинујући мушког протагонисту сваке приче у један лик, Генџура, такође повезује лик демона и жену духа. И госпу Вакасу и Мијаги убија друштво у којем доминирају мушкарци, а Генџуро обема наноси неправду. Вуд верује да се Приче кише и месеца може сматрати феминистичким филмом због истраживања негативног утицаја патријархата.
Генџуроова грнчарија је такође главна тема у филму. Професор Вуд тврди да се његова грнчарија развија у три фазе, одражавајући Мизогучијев променљив приступ снимању филмова. Генџуро почиње да прави грнчарију из комерцијалних разлога, прелази на чисту естетику док је изолован са госпом Вакасом, и коначно прелази на стил који одражава живот и тежи да га разуме.

## Објављивање
Филм је 26. марта 1953. објављен у јапанским биоскопима. Приказан је на Филмском фестивалу у Венецији 1953. године. У пратњи Јоде и Кинујо Танаке, Мизогучи је пошао на своје прво путовање ван Јапана да би присуствовао фестивалу. Провео је већи део свог времена у Италији у својој хотелској соби молећи се свитку са портретом Канона за победу. Док је био у Венецији, упознао је редитеља Вилијама Вајлера, чији је филм Празник у Риму такође био приказан у конкуренцији на фестивалу и за који се причало да ће добити Сребрног лава за најбољу режију. Филм је објављен у Њујорку 7. септембра 1954. године.

## Пријем

### Критике
Филм се често сматра ремек делом јапанске кинематографије и дефинитивним остварењем јапанског златног доба филма. Један је од бројних филмова који су вероватно популарнији у западним земљама него у Јапану. Јапански историчар филма Тадао Сато је приметио да, иако овај филм, заједно са другим Мизогучијевим делима из периода Распетих љубавника и Интенданта Санша, вероватно није био намењен посебно продаји западњацима као „егзотично” дело, руководиоци студија су га перципирали као филм који не би нужно остварио профит у јапанским биоскопима, али би освојио награде на међународним филмским фестивалима.
Филм је одмах постао популаран у западним земљама и похваљен је од стране филмских критичара као што су Линдси Андерсон и Доналд Ричи. Ричи га је назвао „једним од најсавршенијих филмова у историји јапанске кинематографије” и посебно је похвалио лепоту и моралност уводних и завршних кадрова филма. Он је анализирао како филм почиње „дугом панорамом” и кадровима који се протежу од језера до обале и села. Оценио је да „панорама која се нагиње према горе” од гроба навише одражава почетак. Босли Краутер, у The New York Times-у, написао је да је филм имао „чудно нејасан, инференцијални, скоро проучавано збуњујући квалитет”. Часопис Variety похвалио је визуелне ефекте филма због подсећања на јапанске слике, костиме и сценографију, као и наступе Масајукија Морија и Мачико Кјо.
Филм се појавио у анкети 10 најбољих критичара часописа Sight & Sound која се одржава једном сваке деценије, 1962. и 1972. године. У анкети из 2012. проглашен је за 50. најбољи филм свих времена. Филм на сајту Rotten Tomatoes има рејтинг одобравања од 100% на основу 30 рецензија, са пондерисаним просеком од 9,40/10. Критички консензус сајта наводи: „Са својим темама које изазивају размишљање, богатом атмосфером и бриљантном режијом, филм Кенџија Мизогучија је врхунски класик светске кинематографије”. Роџер Иберт је додао филм на своју листу сјајних филмова 2004. године, назвавши га „једним од најбоиљих филмова” и тврдећи да: „На крају филма, свесни да смо видели бајку, такође се радознало осећамо као да смо сведочили правим животима и судбинама”. Режисер Мартин Скорсезе га је такође навео као један од својих омиљених филмова и уврстио на листу „39 најважнијих страних филмова за младог филмског ствараоца”. Такође га је и руски редитељ Андреј Тарковски навео као један од својих десет најомиљенијих филмова.
У књизи 5001 ноћ у биоскопу, филмска критичарка Полин Кејл открила је да је филм „суптилан, насилан, али магичан”, и навела га као „један од најневероватнијих јапанских филмова”. Године 2000, новине The Village Voice су рангирале филм на 29. место своје листе 100 најбољих филмова 20. века.

### Награде
Филм је освојио награду Сребрни лав за најбољу режију на Филмском фестивалу у Венецији 1953. године. Претходне ноћи Мизогучи је, верујући да ће га срамота спречити да се врати у Јапан ако филм не освоји награду, остао у хотелској соби и молио се. У јапанском часопису Kinema Junpo је смештен на треће место у категорији десет најбољих јапанских филмова 1953. године и освојио две награде Маиничи.
| Награда                                | Датум церемоније                | Категорија                        | Номиновани          | Исход      | Реф.          |
| -------------------------------------- | ------------------------------- | --------------------------------- | ------------------- | ---------- | ------------- |
| Оскар                                  | 21. март 1956.                  | Најбоља костимографија, црно-бела | Тадаото Каиношо     | Номинација | [ 58 ]        |
| Награде часописа                       | 1953.                           | Десет најбољих филмова            | Приче кише и месеца | Освојено   | [ 56 ]        |
| Награде Маиничи                        | 1953.                           | Најбоље снимање звука             | Ивао Отани          | Освојено   | [ 59 ]        |
| Награде Маиничи                        | 1953.                           | Најбоља сценографија              | Кисаку Ито          | Освојено   | [ 59 ]        |
| Награда Министарства образовања Јапана | 1953.                           | Фотографија                       | Казуо Мијагава      | Освојено   | [ 20 ]        |
| Филмски фестивал у Венецији            | 20. август – 4. септембар 1953. | Сребрни лав                       | Кенџи Мизогучи      | Освојено   | [ 14 ] [ 60 ] |
| Филмски фестивал у Венецији            | 20. август – 4. септембар 1953. | Награда Пасинети                  | Кенџи Мизогучи      | Освојено   | [ 14 ] [ 60 ] |

## Наслеђе
Уз филм Рашомон (1950) Акире Куросаве, филм Приче кише и месеца је заслужан за популаризацију јапанске кинематографије на западу. Овај филм и Токијска прича Јасуџироа Озуа, који је објављен исте године, посебно су подигли свест на друге јапанске филмске ствараоце. Мизогучи је учврстио своју репутацију међу филмским љубитељима у Европи својим филмом Интендант Саншо (1954). Приче кише и месеца и Интендант Саншо имали су утицај на редитеље француског новог таласа Жан-Лика Годара и Франсоу Трифоа, као и америчког редитеља Пола Шрејдера, који је тражио савет од Казуа Мијагаве у вези са филмом Мишима: Живот у четири поглавља (1985).